# Tony Hawk
Anthony Frank Hawk (Carlsbad, 12 de maio de 1968) é um skatista norte-americano de base goofy de grande destaque na modalidade vertical do esporte radical, um dos fundadores da marca Birdhouse Skateboards e o primeiro atleta a realizar a manobra "900". Também é muito conhecido por dar nome a franquia de jogos digitais Tony Hawk's, originalmente desenvolvida pela Neversoft.

## Biografia
Apresentando grande habilidade desde jovem, Tony Hawk tornou-se profissional aos quatorze anos (nesta época o necessário para se tornar profissional era apenas entrar em um campeonato profissional, ao contrário dos padrões atuais em que se necessita de patrocínio de uma companhia de skate). Com seu primeiro skate, fabricado pela No Rules, o atleta conquistou seu primeiro título em 1980.[carece de fontes?]
Em 1999, após onze tentativas mal sucedidas, o atleta realizou o primeiro giro de 900 graus completos em pleno X Games e ganhou o prêmio na competição de melhor manobra. Logo em seguida se aposenta oficialmente para dedicar sua vida a divulgação do esporte. No mesmo ano, a empresa de desenvolvimento de jogos de computador, Neversoft, aproveita o estouro de popularidade do atleta e o convida para dar nome ao seu novo jogo que então foi chamado de Tony Hawk's Pro Skater.
Hawk se tornou um nome comercial, aparecendo em uma série de comerciais para uma variedade de companhias, incluindo a Apple Computer e a Domino's Pizza. Também figurou em diversos filmes e animações, como Jackass - Cara-de-pau e Os Simpsons.
Com a criação da Tony Hawk Foundation, Hawk tem trabalhado para retribuir ao desporto que o esporte radical tanto lhe deu. Criada para promover e financiar pistas públicas em comunidades carentes, a fundação distribuiu mais de um milhão de dólares para entidades sem fim lucrativo construírem parques e pistas por todo os Estados Unidos.[carece de fontes?]
Seu filho, Riley Hawk, é casado com Frances Bean Cobain, filha de Kurt Cobain.

## Filmografia
| Televisão | Televisão                            | Televisão  |
| Ano       | Título                               | Papel      |
| --------- | ------------------------------------ | ---------- |
| 1987      | The Search for Animal Chin           | Ele mesmo  |
| 1987      | Police Academy 4: Citizens on Patrol | Ele mesmo  |
| 1989      | Gleaming the Cube                    | Ele mesmo  |
| 2002      | The New Guy                          | Ele mesmo  |
| 2005      | CSI: Miami                           | Vítima     |
| 2005      | Deck Dogz                            | Ele mesmo  |
| 2005      | Lords of Dogtown                     | Astronauta |
| 2008      | The Suite Life of Zack & Cody        | Ele mesmo  |
| 2010      | Take Two with Phineas and Ferb       | Ele mesmo  |
| 2010      | Zeke & Luther                        | Ele mesmo  |
| 2010      | Jackass 3D                           | Ele mesmo  |
| 2011      | So Random!                           | Ele mesmo  |